# 沃爾納特科納 (阿肯色州菲利普斯縣)
沃爾納特科納（英語：Walnut Corner）是位於美國阿肯色州菲利普斯縣的一個非建制地區。該地的面積和人口皆未知。

## 地理
沃爾納特科納的座標為34°33′18″N 90°46′05″W / 34.55500°N 90.76806°W，而該地的平均海拔高度為64米（即210英尺）。